# Pat Cleveland
Pour les articles homonymes, voir Cleveland (homonymie).
Pat Cleveland est un mannequin américain célèbre dans les années 1970 à 80, plus particulièrement pour ses défilés chez Halston et Yves Saint Laurent. Née en 1950, elle débute en tant que mannequin à l'adolescence. Quelques années plus tard, elle établit la base de sa carrière internationale en France et y reste quatre ans. Elle est l'un des premiers mannequins noirs à apparaitre dans les pages du Vogue américain puis de nombreux autres magazines de mode.

## Biographie
Pat Cleveland est née le 23 juin 1950 à New York d'un père saxophoniste et d'une mère peintre. Elle étudie au Manhattan's LaGuardia High School of Performing Arts. Très mince, elle est repérée par Carrie Donovan, qui travaille au magazine Vogue, vers l'âge de quinze ans ; sa carrière débute. Elle travaille avec Halston, qui rencontre alors un immense succès, ouvrant la plupart de ses défilés et devient un des mannequins phare des « Halstonettes ». Simultanément, elle poursuit ses études à la New York’s High School of Art and Design jusqu'en 1969. Alors que les mannequins blonds, ou tout du moins de types caucasiens et nordiques, dominent, les premiers mannequins d'origine afro-africaine,  telles Iman ou Beverly Johnson, ou asiatiques, prennent peu à peu une place dans le mannequinat.
Au début des années 1970, Pat Cleveland part en France et travaille avec l'illustrateur Antonio Lopez et Karl Lagerfeld, son ami. « J'ai juré de ne revenir aux États-Unis que lorsque Vogue ferait sa couverture avec une Noire. » Mannequin aux origines multiples, elle travaille avec les plus grands photographes de mode, tel Irving Penn ou Richard Avedon. Mais plus mannequin vivant que « modèle » de photographie, bien que présente dans les magazines de mode, rapidement elle se fait connaitre pour son style « fantasque, excentrique » lors des défilés. elle effectue de grands gestes des mains comme pour « peindre les airs », ses apparitions tenant plus de la performance et de la danse que de la simple présentation de vêtements,, laissant les spectateurs sans voix. « L'ambiance était très libre à l'époque pour les mannequins. On nous laissait faire ce que nous voulions » précise-t-elle.
Elle participe, avec d'autres mannequins noirs dont Alva Chinn avec qui elle travaille si souvent, au légendaire spectacle caritatif, The Battle of Versailles Fashion Show (en), donné au château de Versailles en 1973, composé de créations américaines et françaises,,,. Après cet événement à Versailles, Hubert de Givenchy et Yves Saint Laurent introduisent notoirement, durant plusieurs années, des mannequins noirs ou d'origines ethniques diverses dans leurs défilés comme Anna Bayle (en) ou Mounia. Pat Cleveland est alors au sommet de sa carrière, qu'elle arrête cette année là.
Elle retourne dès 1974 habiter aux États-Unis et continue un peu le mannequinat jusque dans les années 1980. Elle défile, entre autres, pour Chloé. Elle fréquente le Studio 54 où elle devient la muse d'Andy Warhol.
Par la suite, elle ouvre une agence de mannequins à Milan ainsi que des boutiques.
Après les années 2000, elle revient sporadiquement au mannequinat, s'affichant pour les marques Bill Blass, Stephen Burrows (en), Chanel, ou Zac Posen, Tom Ford et M.A.C bien plus tard. Elle suit de près la carrière dans le mannequin de sa fille Anna. Pat Cleveland est « juge invité »  durant la quatorzième saison de America's Next Top Model.